# روميو روشا
روميو روشا (17 فبراير 1986 ببارديس في البرتغال - ) هو لاعب كرة قدم برتغالي في مركز الوسط. لعب مع نادي باسوش دي فيريرا ونادي ديبورتيفو داس أيفيس ونادي بينفايل واتحاد بريدس ‏.

## روابط خارجية
- روميو روشا على موقع قاعدة بيانات كرة القدم.إي يو (الإنجليزية)
- روميو روشا على موقع Soccerway.com (الإنجليزية)
- روميو روشا على موقع AS.com (الإسبانية)